# Smilax scobinicaulis
Smilax scobinicaulis är en enhjärtbladig växtart som beskrevs av Charles Henry Wright. Smilax scobinicaulis ingår i släktet Smilax och familjen Smilacaceae. Inga underarter finns listade.